# Емилия фон Хоенлое-Лангенбург
Емилия Фридерика Кристиана фон Хоенлое-Лангенбург (на немски: Emilie Friederike Christiane von Hohenlohe-Langenburg; * 27 януари 1793 в Лангенбург; † 20 юли 1859 в Кастел) е принцеса от Хоенлое-Лангенбург и чрез женитба графиня на Кастел-Кастел.

## Произход
Тя е дъщеря на 3. княз Карл Лудвиг фон Хоенлое-Лангенбург (1762 – 1825) и съпругата му графиня Амалия Хенриета Шарлота фон Золмс-Барут (1768 – 1847), дъщеря на граф Йохан Христиан II фон Золмс-Барут (1733 – 1800) и графиня Фридерика Луиза София Ройс-Кьостриц (1748 – 1798).
Емилия умира на 20 юли 1859 г. в Кастел на 66 години и е погребана в Кастел.

## Фамилия
Емилия Фридерика Кристиана фон Хоенлое-Лангенбург се омъжва на 25 юни 1816 г. в Лангенбург за Фридрих Лудвиг Хайнрих фон Кастел-Кастел (* 2 ноември 1791, Кастел; † 21 април 1875, Кастел), най-големият син на граф Албрехт Фридрих Карл фон Кастел-Кастел (1766 – 1810) и съпругата му принцеса София Амалия Шарлота Хенриета фон Льовенщайн-Вертхайм-Вирнебург (1771 – 1823). Те имат осем деца:
- Ида Амалия Луиза (* 31 март 1817, Кастел; † 2 септември 1882, Вилденфелс), омъжена на 5 октомври 1843 г. в Кастел за граф Фридрих Магнус III фон Золмс-Вилденфелс (* 26 януари 1811; † 24 март 1883)
- Аделхайд Клотилда Августа (* 18 юни 1818, Кастел; † 11 юли 1900, Детмолд), омъжена на 30 април 1839 г. в Кастел за граф Юлиус фон Липе-Бистерфелд (* 2 април 1812; † 17 май 1884)
- Каролина Йохана Виктория Елиза (* 2 декември 1819, Кастел; † 8 юни 1900, Кастел)
- Клотилда Шарлота София (* 6 февруари 1821, Кастел; † 20 януари 1860, Лайпциг), омъжена на 4 август 1846 г. в Кастел за принц Хайнрих II Ройс-Кьостриц, Ройс млада линия (* 31 март 1803; † 29 юни 1852)
- Йохана Констанца Агнес Хелена (* 8 февруари 1822, Кастел; † 29 март 1863, Меерхолц), омъжена на 9 юни 1846 г. в Кастел за граф Карл Фридрих фон Изенбург-Бюдинген-Меерхолц (* 26 октомври 1819; † 30 март 1900)
- Хуго Фридрих Карл Волфганг Вилхелм (* 21 ноември 1823, Кастел; † 17 ноември 1824, Кастел)
- Фридрих Карл Вилхелм Ернст фон Кастел-Кастел (* 23 май 1826, Кастел; † 2 януари 1886, Кастел), граф на Кастел-Кастел, женен на 23 септември 1856 г. в Асенхайм за графиня Емма фон Золмс-Рьоделхайм-Асенхайм (* 19 август 1831; † 2 юни 1904); баща на 1. княз Фридрих Карл фон Кастел-Кастел (1864 – 1923)
- Густав Фридрих Лудвиг Ойген Емил (* 17 януари 1829, Кастел; † 7 юли 1910, Берхтесгаден), граф на Кастел-Кастел, женен на 11 септември 1869 г. в Аугсбург за графиня Елизабет фон Брюл (* 8 декември 1851; † 10 февруари 1929)